# Gunsanad Kina

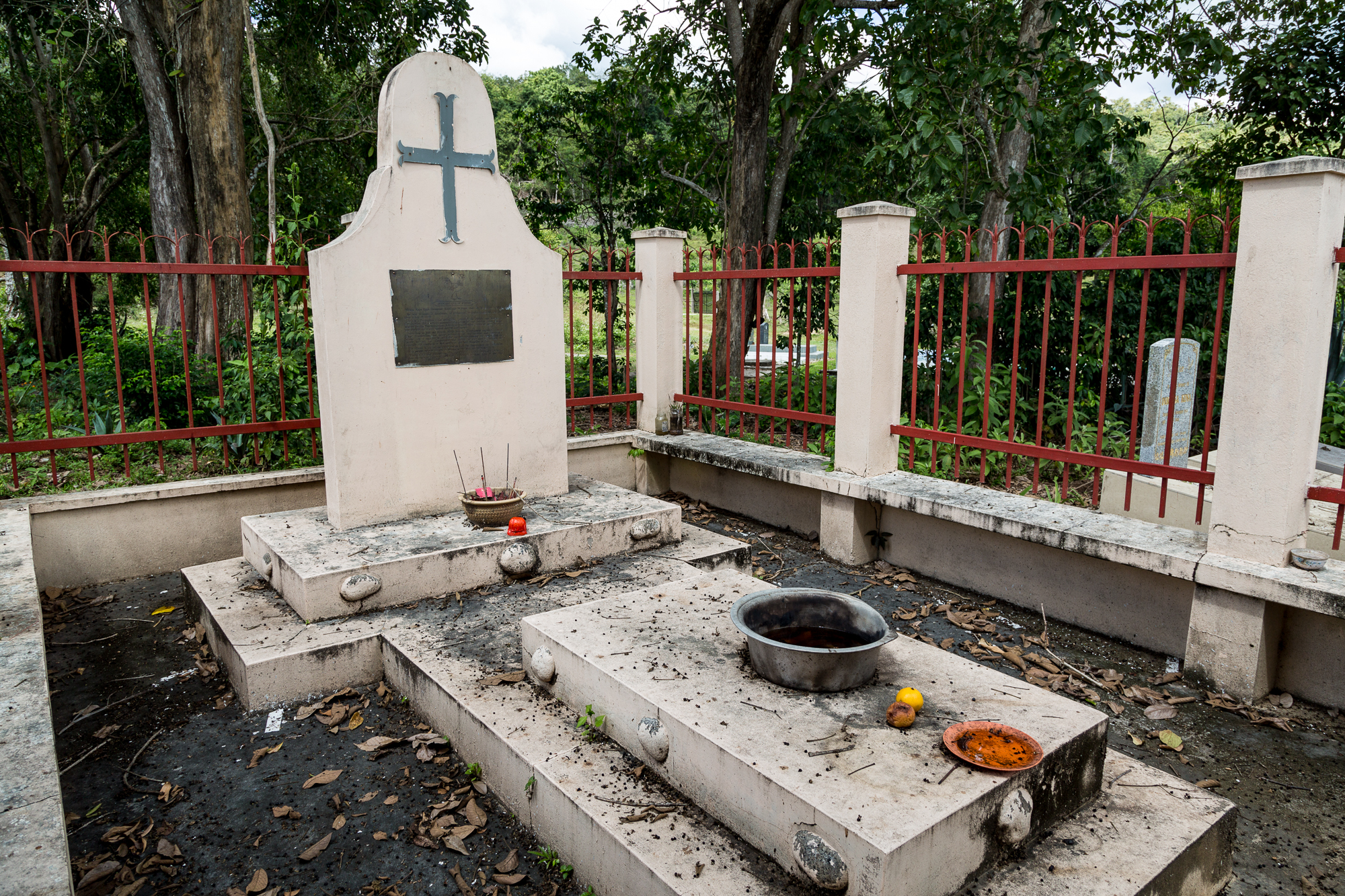
Grab von OKK Gunsanad Kina in Kg. Bandukan

Datuk Seri Panglima O.K.K. Gunsanad Kina SPDK, (auch Gunsanad bin Kina, auch Botut) (* 1840 in Bandukan, Keningau, Sabah; † 1. Januar 1930, ebenda) war der oberste Häuptling der Dusun und Murut im Landesinneren von Sabah. Als offizieller Repräsentant vertrat er die Interessen der indigenen Bevölkerung gegenüber der North Borneo Chartered Company.

## Leben
Gunsanad wurde 1840 als eines der zahlreichen Kinder seines Vaters Kina, einem lokalen Häuptling der Dusun in der Region Keningau und Sabah, geboren. Innerhalb seiner Familie wurde er „Botut“ genannt.
Während der Mat-Salleh-Rebellion schlug sich Gunsanad auf die Seite der North Borneo Chartered Company, da er den Fortbestand der indigenen Einwohner Sabahs in einer gemeinsamen Zukunft mit Chinesen und Briten sah. Sowohl während der Mat-Salleh-Rebellion als auch bei der Rundum-Rebellion war Gunsanad deshalb als Vermittler zwischen den Parteien tätig. Wegen seiner integrativen Fähigkeiten wurde er 1915 von der Regierung von Nordborneo zum Orang Kaya-Kaya (O.K.K.) ernannt.
Der Anbau von Naturkautschuk in Bingkor wurde ebenfalls durch O.K.K. Gunsanad Kina eingeführt.
Gunsanad genoss auch außerhalb der Dusun und Murut großen Respekt. Seine langjährige Verbundenheit mit den chinesischen Gruppen Sabahs brachten ihm den Namen San Tai Wong (König des Berges) ein.
Nach seinem Tod wurde Gunsanad Kina auf dem Friedhof von Kg. Bandukan im Distrikt Keningau begraben.

## Nachkommen
Aus der weitläufigen Familie Gunsanads – er hatte 16 Söhne, 18 Töchter, 52 Enkel, 44 Enkelinnen und 188 Urenkel und Urenkelinnen – stammen eine Vielzahl von Nachkommen ab, die die Politik Sabahs und Malaysias prägten:
- O.K.K. Sedomon bin Gunsanad, OBE; oberster Häuptling von Keningau,[5]
- Yang Amat Berhomat Datuk Seri Panglima Musa Aman; Ministerpräsident von Sabah,
- Datuk Anifah Aman; malaysischer Außenminister,
- Datuk Nurchaya Arshad; Richter am Obersten Gerichtshof,
- Tan Sri Stephen (Suffian) Koroh; erster Präsident der Persatuan Kebudayaan Sabah (PKS),
- Yang di-Pertua Negeri Sabah Tun Thomas (Ahmad) Koroh; fünftes Staatsoberhaupt von Sabah.

## Auszeichnungen
Auf Betreiben seines Enkels Musa Aman wurde ihm 2004 durch den Ministerpräsidenten von Sabah posthum der Titel Datuk Seri verliehen.
Ebenfalls posthum wurde ihm 2005 die höchste Auszeichnung des Illustrious Order of Kinabalu verliehen.
In Keningau wurden zwei weiterführende Schulen, SMK Gunsanad und SMK Gunsanad II, nach ihm benannt.